# Мечеть Аль-Насір Мухаммад

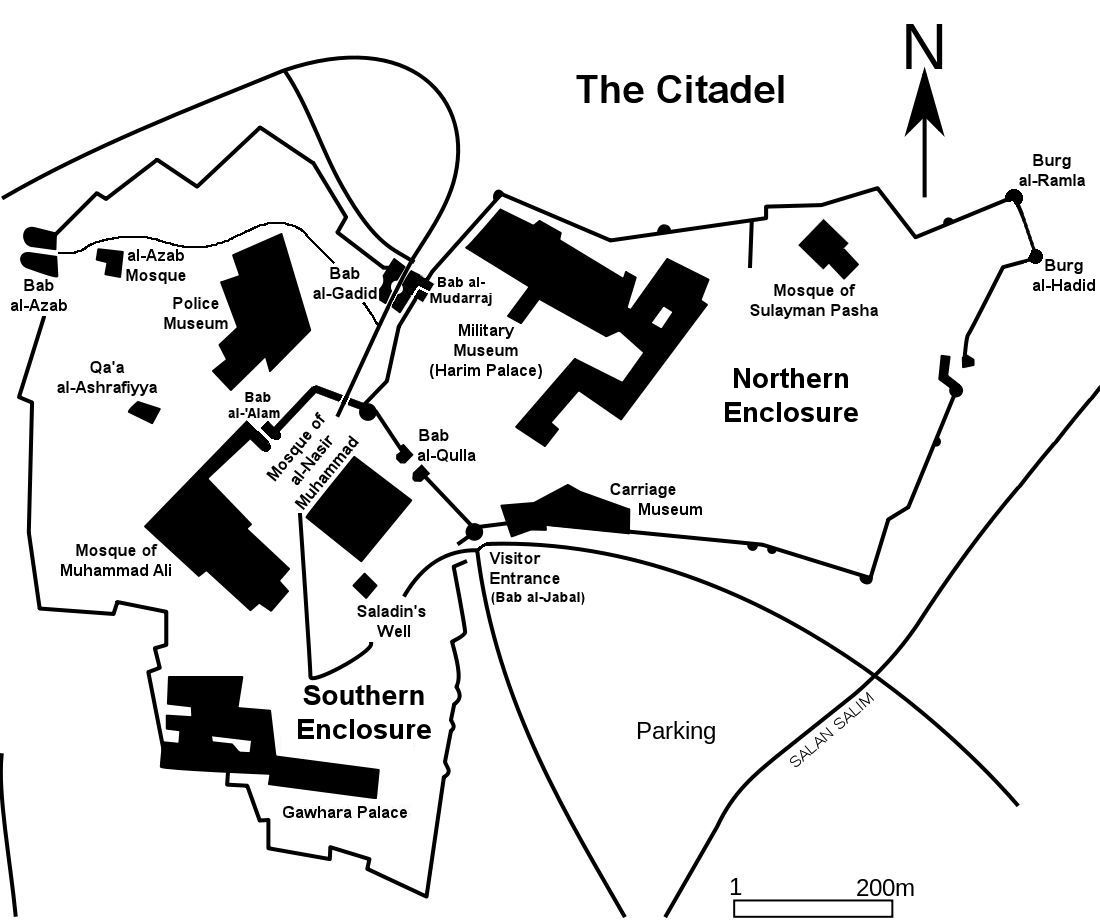
Планування цитаделі сьогодні, з мечеттю в центрі

Мечеть султана аль-Насіра Мухаммада ібн Калавуна — побудована на початку 14 століття мечеть в цитаделі Каїра, Єгипет. Побудована мамлюкським султаном Аль-Насром Мухаммедом у 1318 як Королівська мечеть Цитаделі, де султани Каїра здійснювали свої п'ятничні молитви.
Мечеть розташована через дорогу від входу у внутрішній двір мечеті Мухаммеда Алі. Султан також побудував релігійний комплекс в центрі міста, поруч з тим, який побудував його батько Калавун.

## Історія

### Султан аль-Насір Мухаммад ібн Калавун
Султан аль-Насір Мухаммед був одним із синів султана Калавуна (пом. 1290).Він був не високого зросту, прикульгував та катаракту на одному оці. Однак, йому все ж вдалося здобути підтримку свого народу, оскільки він був розумним і енергійним. A також він зберігав добрі стосунки з іншими країнами. Історичний хроніст Ібн Батута каже, що він мав «благородний характер і велику чесноту».
Хоча аль-Насір був напрочуд популярним, він не зміг зберегти контроль над своїм містом протягом усього життя і це пов’язано з тим, що він став султаном у віці дев’яти років. Тому його наставник Кітбука дав йому час підрости щоб він міг краще впоратися з обов’язками правління країною. Невдовзі після цього Кітбука був убитий, і його змінили інші правителі. Потім  лояльний до султана радник - Лагін, взяв під контроль правління містом і повідомив молодого султана, що йому нема чого боятися і він може повернутися до Каїра. Насір був узурпований ще один раз під час свого правління. Лише після поновлення на посаді вдруге Насір почав працювати над своїми масштабними будівельними проектами.
В цей час правителі Каїра підтримували місто, допомагаючи з масштабними будівельними проектами, які принесли їм престиж і створили робочі місця.  Аль-Насір отримав славу після забудови району Цитаделі, звідки правила імперія мамелюків. Цитадель розташовувалася осторонь від повсякденного ринку. Аль-Насір знищив бібліотеку та зали для аудієнцій свого попередника і спонсорував будівництво великого палацу, акведука та мечеті для власних потреб на їхньому місці.

### Перші дні мечеті

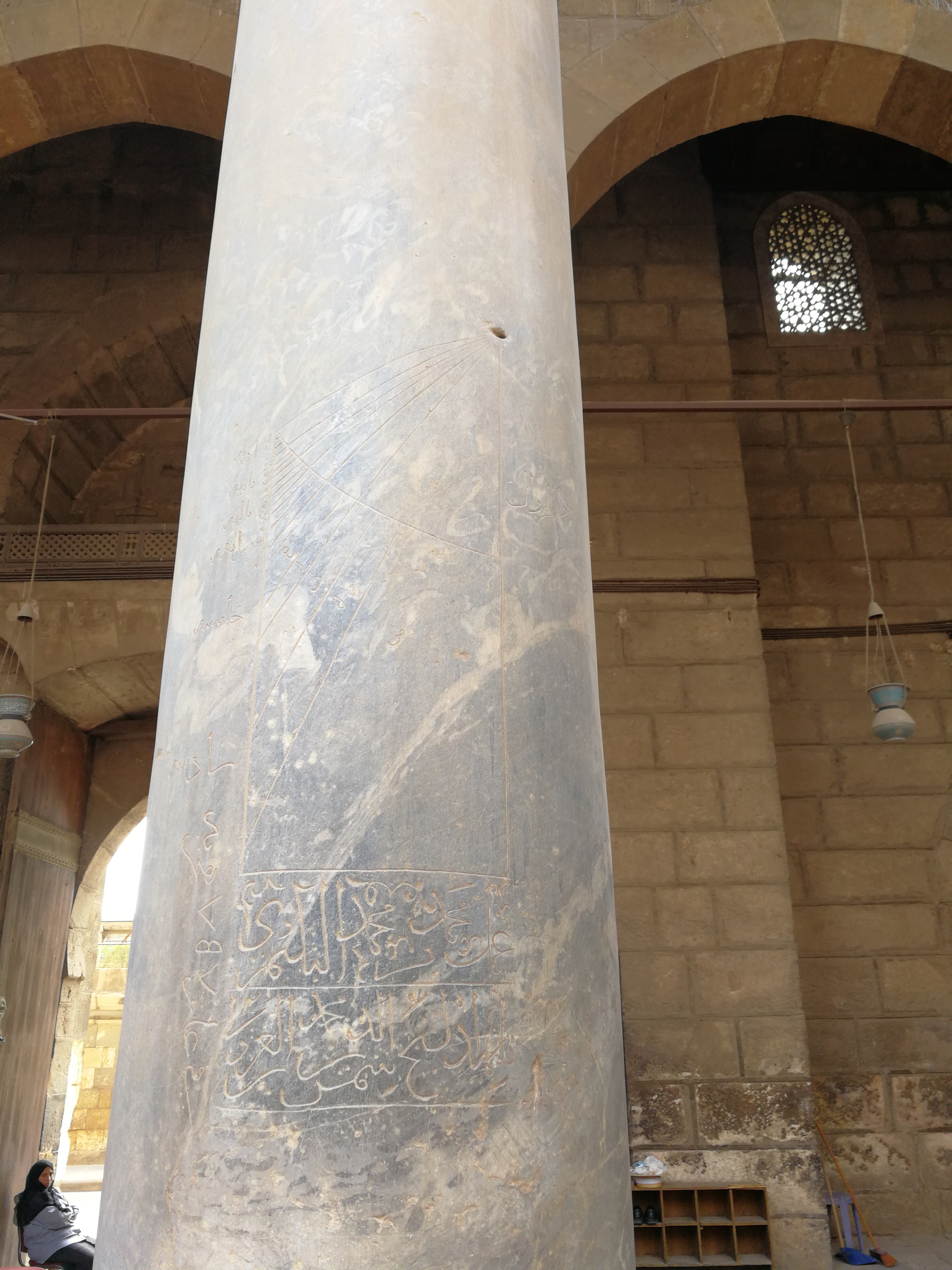
Сонячний годинник мечеті Аль-Насіра Мухаммеда

Близько 1318 року, коли мечеть була завершена, Султан аль-Насір використовував її для щоденної молитви. Бічна кімната була огороджена складними залізними виробами та вона служила особистим місцем для роздумів зайнятого султана. Заклик до молитви транслювався на північ, де його могли почути палацові війська. Кошти на будівництво цієї мечеті перевищили її реальні витрати. Ці кошти були використані на купівлю землі та магазинів для підтримки мечеті, що робить її однією з найбагатших установ у місті.
Завдяки, фінансовій стабільності, та власному престижу султана  Цитадельна мечеть стала бажаним місцем для роботи. Щоб вирішити, хто отримає цю роботу, султан зібрав перед собою всіх муедзинів, проповідників і читачів міста, щоб вони прийшли до нього і проповідували. Таким чином, король  вибрати найкращих і найяскравіших лідерів релігій для служби в його мечеті.

### Мечеть після британського завоювання
Коли британці прибули до Каїра вони побачили що мечеть на Цитаделі  давно минула свої дні честі, коли султан вибирав це місце для медитації. При захоплені османами Каїр, вони розграбували мечеть і позбавили її великої частини мармурових панелей. Між входами  колони були оштукатурені, для утворення стін тюремних камер і сховищ.
Будучи археологом-любителем, К. М. Уотсон з британської армії благав свого командира, капітана Вільяма Фрімена, дозволу на початок ремонту мечеті. Дозвіл був наданий, і Ватсон за допомогою ув’язнених, виривав штукатурні стіни. Він розчистив південну та східну стіни, але боявся, що північні та західні стіни  підтримували дах.

### Мечеть сьогодні
Мечеть Цитаделі  схожа на те, як  виглядала в 1300 році, хоча було зроблені  чимало ремонтів. Він був відкритий для публіки, але нечасто відвідується туристами. Частини будівлі, що спираються на оштукатурені стіни, укріпили. Також намагалися відновити світло-блакитний колір стелі. 

## Опис

### Структура

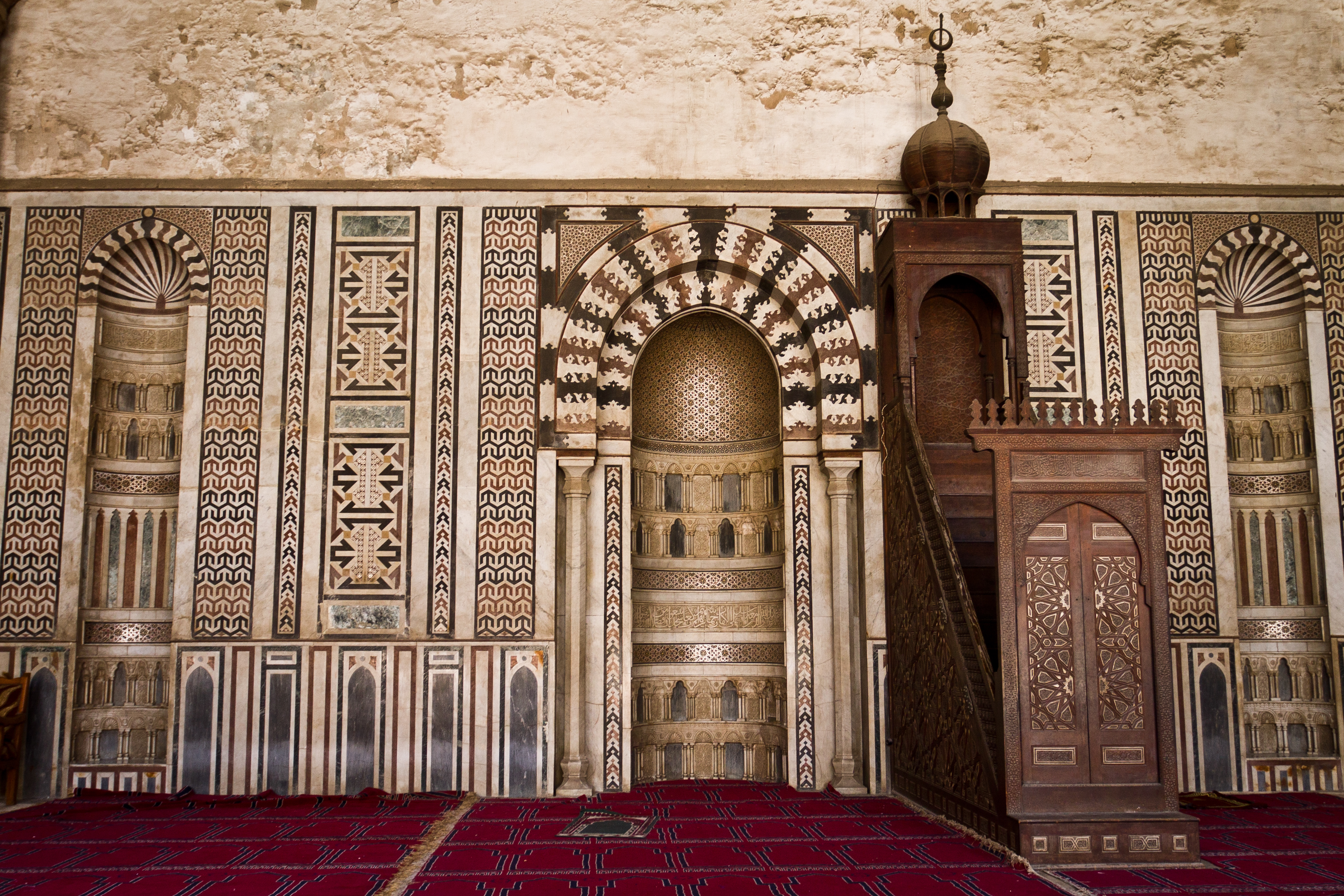
Інтер'єр мечеті з міхрабом і мінбаром

Гіпостильна мечеть побудована у вигляді  прямокутника розміром 63 м на 57 м навколо внутрішнього двору зі святилищем з боку Кібла та галереями, що оточують три інші сторони. Головний вхід знаходиться з лиця західної стіни. Також є ще два входи, з північно-східного та з південного боку. На відміну від інших мечетей Каїра, його зовнішні стіни не були обшиті панелями і не мають  декору, окрім зубчастих прямокутників із закругленими вершинами. Це дає досить суворий вигляд, що, пояснюється військовим характером його обстановки.   на внутрішні стіни зубчасті навколо подвір’я ступінчаста.
Також два мінарети, які  побудовані з каменю,  у північно-східному куті, та другий на північно-західному порталі прямо над головним входом; перший є вищим із двох. Верх в останньому унікальний в Каїрі тим, що на ньому є цибулина у формі часнику. Верхня конструкція покрита зеленою, білою та блакитною глазурованою мозаїкою. Цей стиль, ймовірно, був привезений майстром з Тебризу, що як відомо, прибув до Каїра під час правління ан-Насіра Мухаммеда. На відміну від  інших мамлюкських мечетей, основа обох мінаретів знаходиться нижче рівня даху мечеті. Це каже про те, що мінарети вже стояли, коли у 1335 році підвищили стіни. Підвищення стін також створили вікна що надають особливого характеру
У час реконструкції 1335 року мечеть була піднесена, був перебудований її дах та максурою надбудований купол з оштукатуреного дерева, покритий зеленою черепицею. Століттями мечеть Калаун вважалася найкращою мечеттю в Каїрі, поки в шістнадцятому столітті  купол не впав над молитовною нішею, а високий дадо не урови був винесений до Константинополя османським завойовником султаном Селімом I. Сучасний купол несуть його гранітні колони, взяті з давньоєгипетських храмів.
Мечеть аль-Насіра також називають мечеттю Цитаделі. Знаходиться в південно-східній частині Каїра. Хоча Мечеть Цитаделі сама по собі є історично важливою, хоча часто затьмарюють мечеті в центрі міста. Він був побудований султаном Насіром Мохаммедом ібн Калауном у 1318 році. Мечеть часто використовувалася її спонсором, а також його військом. Коли османи захопили місто, в пограбували його та воно занепало. Його відновлення почалося, коли британці захопили Каїр наприкінці 18 століття.

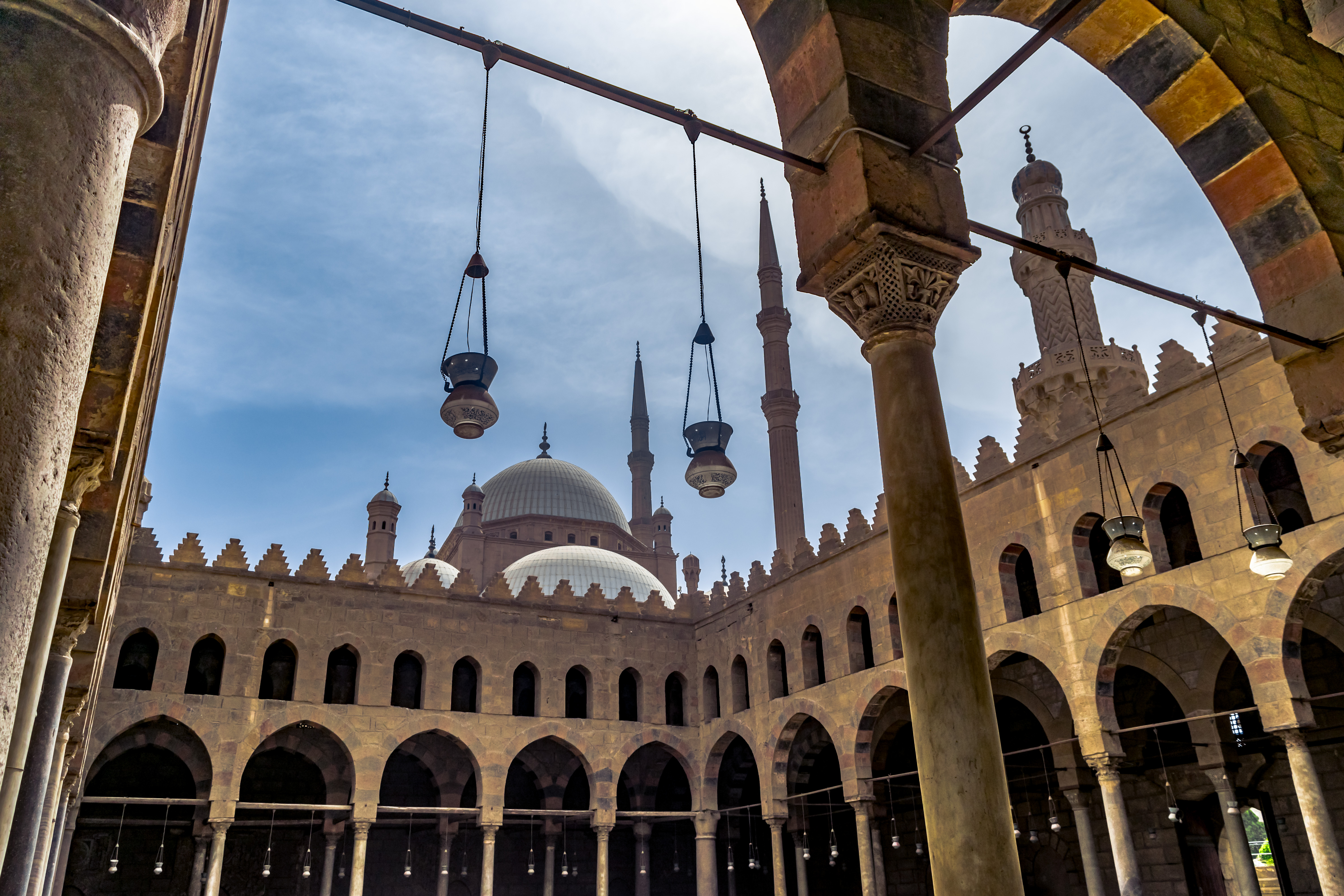
Подвір'я мечеті. Позаду видно мечеть Мухаммеда Алі.

### Візуальні аспекти
Повністю мечеть має розміри 206 x 186 квадратних метрів. Центральний суд мечеті за розмірами  117 футів 6 дюймів на 76 футів 6 дюймів  Цитується, що стародавній учений аз-Захірі сказав: «Велика мечеть Цитаделі така ж дивовижна.  Я впевнений в тому що він може вмістити 5000 вірних».
З північної сторони - знаходиться головний вхід до мечети. Південні двері зробили б приватним входом султана, але в той час, коли британці захоплювали мечеть східний і південний вхід, були заповнені сміттям.
Над дверима арабським було написано: «В ім’я Бога Милостивого, Того, Хто наказав побудувати мечеть, Благословенним, Щасливим, заради Бога, чиє ім’я буде піднесено, наш Господь і Володар, Султан і Король, завойовник світу і віри, Насір Мохамед, син нашого Господа Султана Калаун-ес-Салеха, в місяці і рік Хегіри пророка сімсот вісімнадцять”.
Над іншими дверима подібні повідомлення. Текст навкруги будівлі містить більше релігійних настроїв. Верх будівлі зсередини викривали скляні мозаїки. Насір був останнім султаном Каїра, який широко використовував цей вид прикрас.
Стіни у мечеті були виготовлені з вапняку, розграбованої пірамідами. Десять стовпів з червоного граніту в мечеті, та були вкрадені речі.

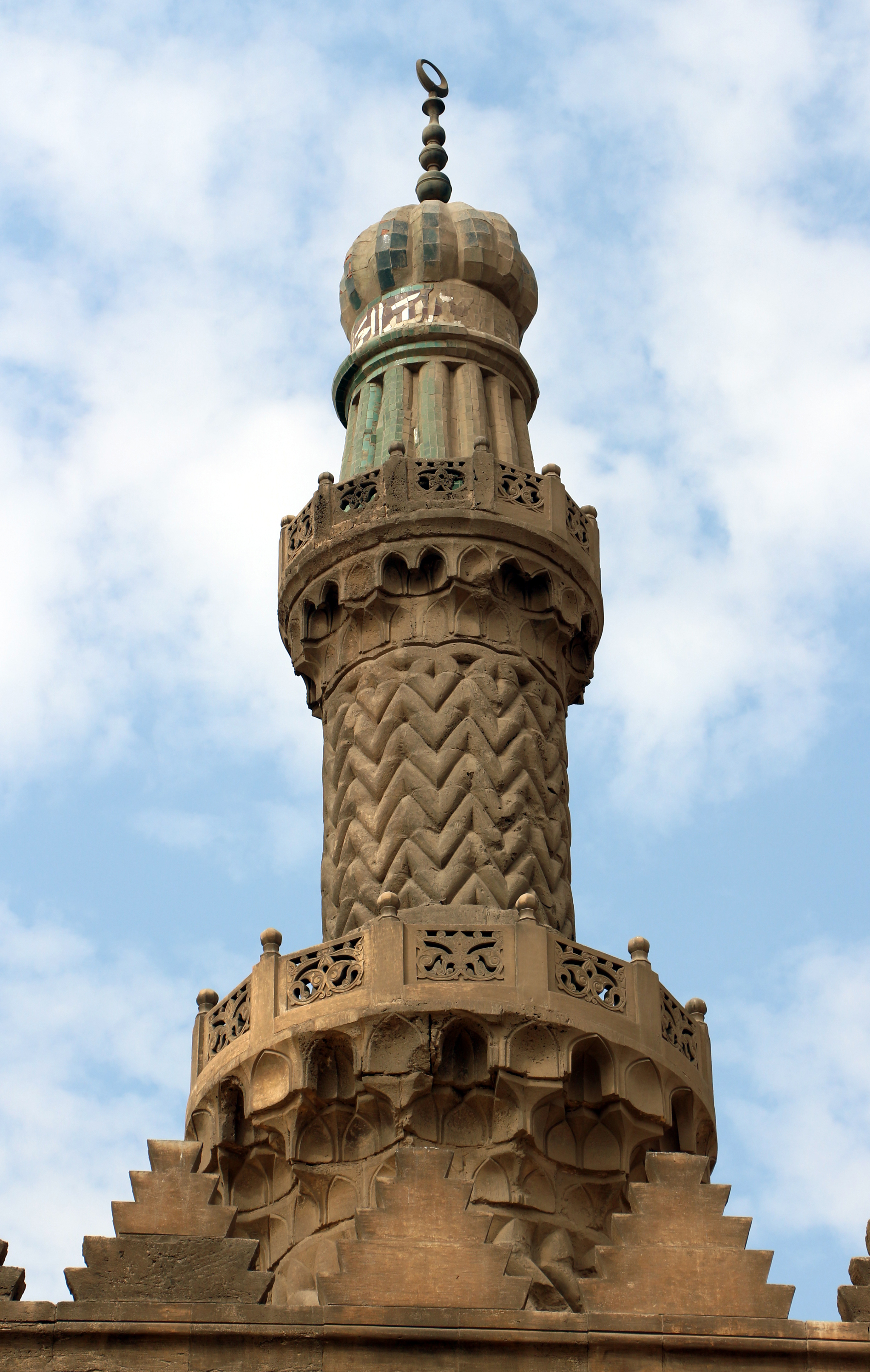
Один з мінаретів зблизька.

Найкращою та унікальною особливістю в цій мечеті є два мінарети. Перший знаходиться у північно-східному куті мечеті, де він  закликати війська до молитви. Інший  знаходиться біля головного входу. Унікальним ці мінарети є їх цибулинні секції з тонко різьбленим декором. Інші мінарети того часу не сильно прикрашені багато прикрашені. Деякі вчені вважають, що султан аль-Насір дружив з монголами в цей час, можливо, найняв майстра-муляра з Тебризу для будівництва мінаретів своєї мечеті.